# Friesenheim (Rheinhessen)

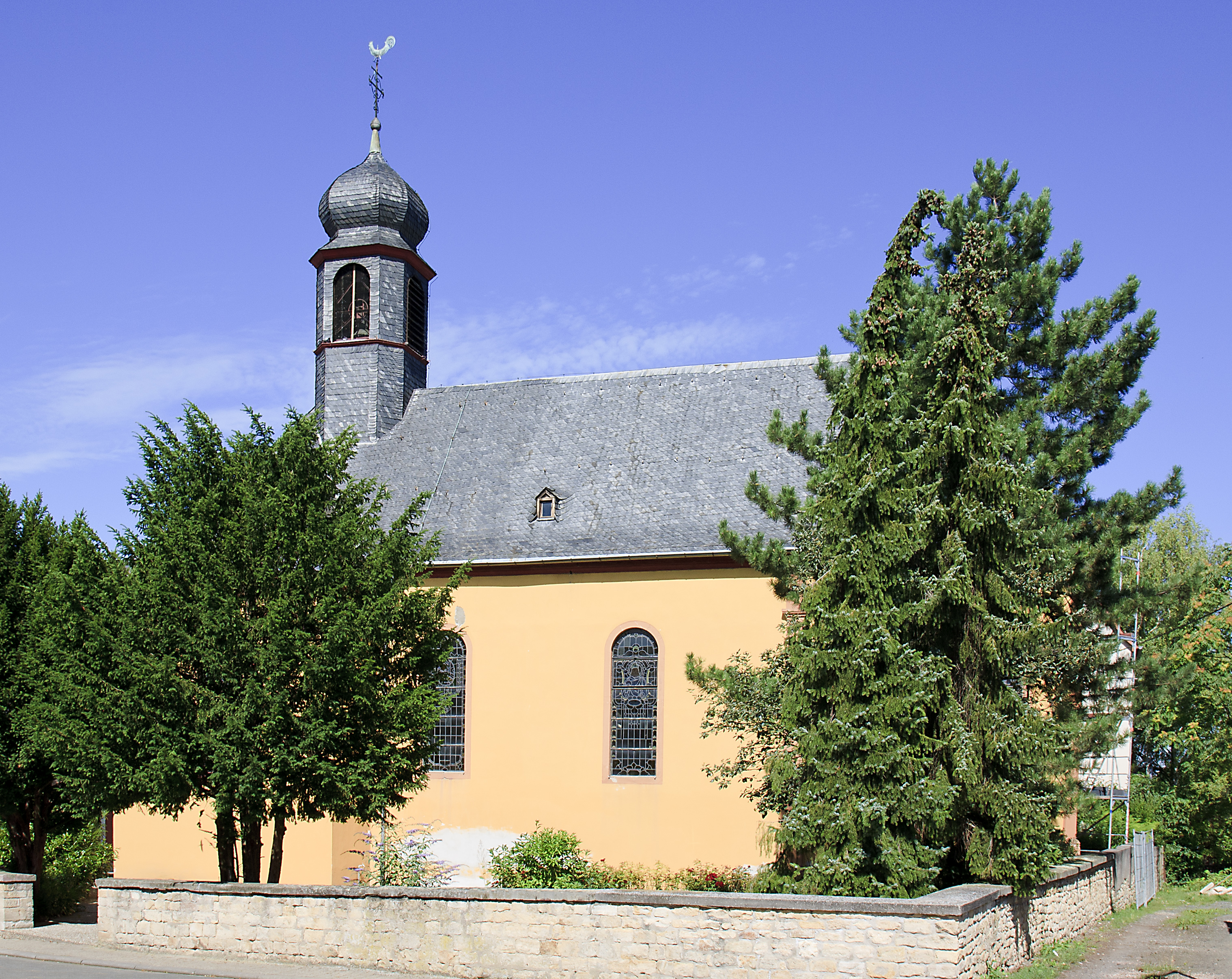
Katholische Pfarrkirche St. Walburga

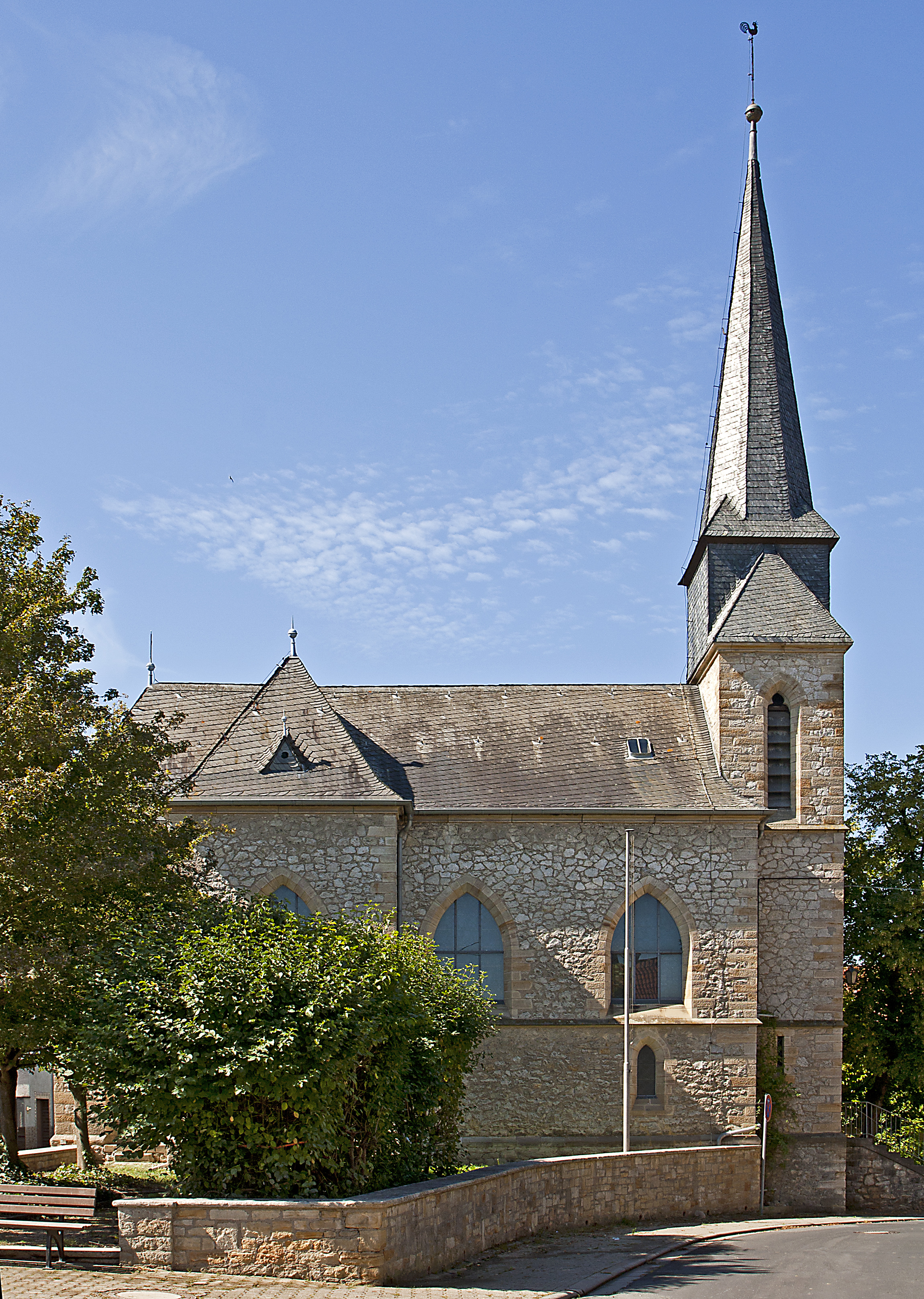
Evangelische Kirche

Friesenheim ist eine Ortsgemeinde im Landkreis Mainz-Bingen in Rheinland-Pfalz. Sie gehört der Verbandsgemeinde Rhein-Selz an, die ihren Verwaltungssitz in der Stadt Oppenheim hat.

## Geographie

### Geographische Lage
Der Weinort liegt in Rheinhessen zwischen Mainz und Worms und ist ein von der Landwirtschaft geprägter Ort.

### Nachbargemeinden
- Dalheim (Rheinhessen)
- Köngernheim
- Undenheim
- Weinolsheim
- Schwabsburg (Nierstein)

## Geschichte
Friesenheim ist dem Kreis jener rheinhessischen Orte zuzuzählen, die im Gefolge der fränkischen Landnahme entstanden sind – was auch an der Endung -heim deutlich wird. Es finden sich aber schon Siedlungsspuren aus vorgeschichtlicher Zeit. In der Gewann „Spitzäcker“ wurde 1975 eine jungsteinzeitliche Siedlung der Rössener Kultur mit typischer Keramik entdeckt. Im Bereich dieser Siedlung traten auch einige Keramikreste der Bronze- oder Eisenzeit auf. Etliche Funde aus der Hallstattzeit und der Latènezeit sind schon länger bekannt.
Erstmals wird der Name Friesenheim im Jahre 803 im Codex Fuldensis erwähnt, als der Franke Theotbald Liegenschaften in Dubilesheim und Friesenheim an das Kloster Fulda schenkte. Einige Forscher bringen den Eintrag im Codex jedoch mit Friesenheim im Elsass in Verbindung. Der Name ist als Heim des Friso zu deuten; an eine Friesensiedlung ist nicht zu denken.
Das mittelalterliche Dorf umfasste ein Gebiet, das begrenzt wird von der Neugasse im Süden, der Mühlstraße im Westen, der Selz und dem Dalheimer Bach im Norden und der katholischen Kirche im Osten.

### Herrschaftsverhältnisse
Um 1190 trug Werner II. von Bolanden von den Wildgrafen die Vogtei und andere Hoheitsrechte über Friesenheim zu Lehen. Die Bolander gaben die ihnen verliehenen Rechte weiter an ihre Vasallen. Bevor Otto von Bolanden im Jahre 1322 den Wigand von Dienheim mit Dorf und Gericht belehnte, waren der Ritter Heinrich von Selzen und dessen Neffe Peter die Lehensträger. Außer Angehörigen des Geschlechts von Dienheim waren im 14. Jahrhundert noch andere niederadlige Geschlechter mit hoheitlichen Rechten belehnt. Zwischen 1370 und 1380 war Graf Heinrich II. von Sponheim-Bolanden, einer der Erben des Hauses Bolanden, Lehnsherr. Von ihm gingen die Rechte auf dem Erbweg an die Grafen von Nassau über.
1398 belehnte Graf Philipp I. von Nassau den Wigand von Dienheim mit dem Dorf Friesenheim. 400 Jahre – bis zum Ende des alten Reiches – bestand das Lehnsverhältnis zwischen den Nassauer Grafen und den Herren und Freiherren von Dienheim. Als Ortsherren hatten die von Dienheim auch die hohe und niedere Gerichtsbarkeit inne. Verschiedene andere Rechte standen jedoch Kurpfalz zu, wie z. B. das Wildfangrecht, das kaiserliches Lehen war. Wer nach Friesenheim zuzog und auf wen kein Herr einen Anspruch erhob, wurde nach Jahr und Tag Leibeigener der Kurpfalz und nicht etwa der Herren von Dienheim. So kam es, dass im späten 17. Jahrhundert alle Friesenheimer Einwohner kurpfälzische Leibeigene waren.

### Besitzverhältnisse
Bis zum Frieden von Lunéville im Jahre 1801, dessen Vertragsbestimmungen die völlige Enteignung des adeligen und geistlichen Besitzes auf der linken Rheinseite vorsah, gehörte der weitaus größte Teil des Ortes und der Gemarkung adeligen und geistlichen Besitzern. Ihre Güter wurden von Erb- und Zeitpächtern bebaut. Größte Grundherren waren die Freiherren von Dienheim, die drei Hofgüter mit 128, 108 und 40 Morgen Ackerland besaßen. Ihnen gehörte auch die Mühle und das Backhaus. Die Freiherren von Frankenstein besaßen zwei Güter mit 109 und 105 Morgen, die auf dem Erbweg von dem Geschlecht von Dienheim an sie gekommen waren. Die Freiherren von Geispitzheim besaßen über 500 Jahre lang als Lehen des Ritterstiftes St. Alban vor Mainz ein Gut von 60 Morgen. Ein weiteres Gut, das 150 Morgen umfasste, ließ das Ritterstift durch Pächter bauen. Das Hospital Odernheim besaß 112 Morgen Feld. Die Pfarrkirche baute 22 Morgen. Dazu erhielt er ein Drittel des großen und kleinen Zehnten.
1721 besaß der größte Bauer etwa 100 Morgen Feld, zwei Bauern hatten je 40 und 30 Morgen. Alles übrige war bäuerlicher Kleinstbesitz, abgesehen von einigem Streubesitz des Adels und der Kirche. In der sogenannten „Franzosenzeit“ wurden die als Nationalgüter erklärten adeligen und geistlichen Besitztümer versteigert.

## Politik

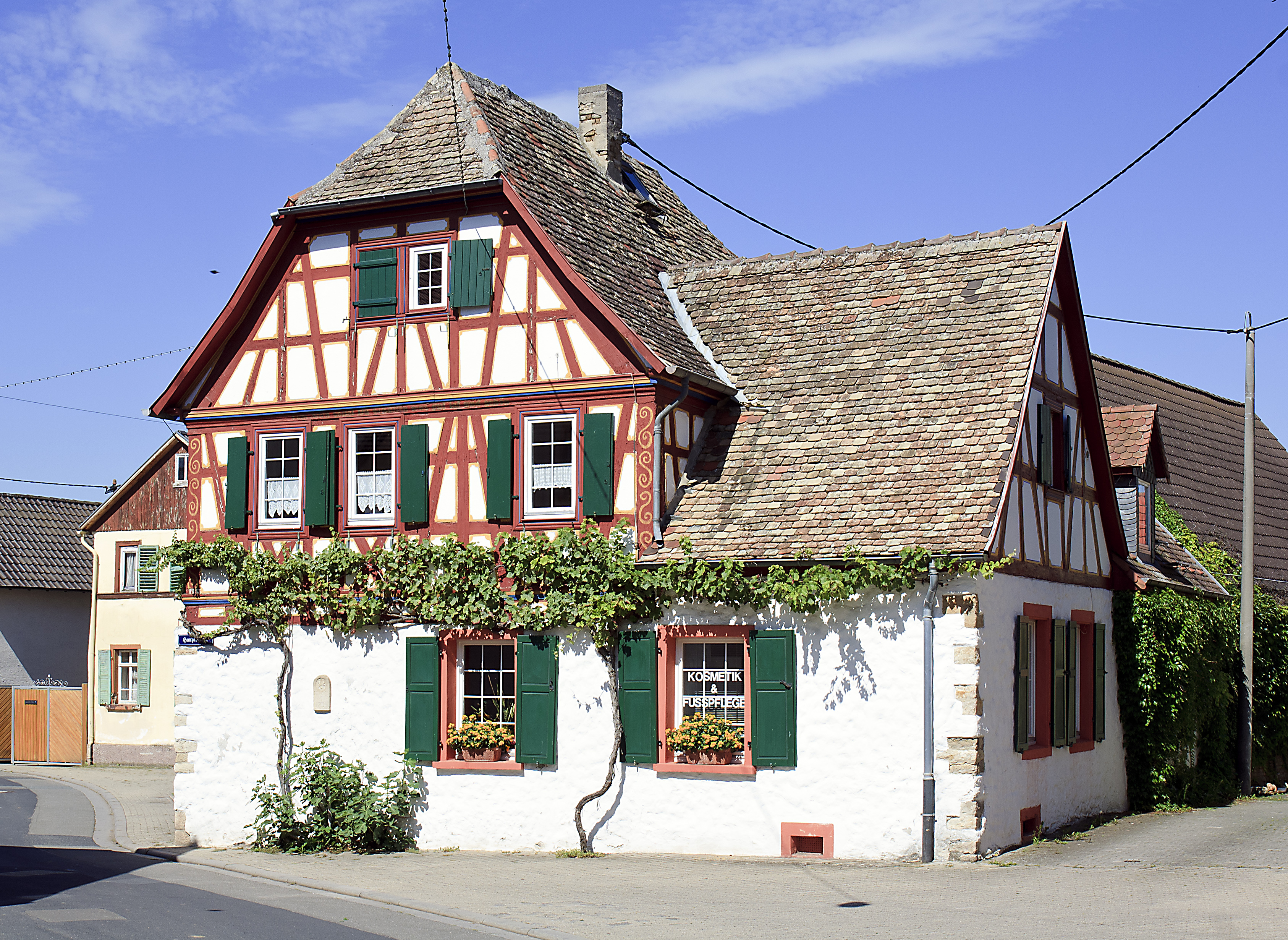
Das ehemalige Rathaus

### Gemeinderat
Der Gemeinderat in Friesenheim besteht aus zwölf Ratsmitgliedern, die bei der Kommunalwahl am 9. Juni 2024 in einer Mehrheitswahl gewählt wurden, und dem ehrenamtlichen Ortsbürgermeister als Vorsitzendem.
Die Sitzverteilung im Gemeinderat:
| Wahl | SPD               | FWG               | Gesamt   |
| ---- | ----------------- | ----------------- | -------- |
| 2024 | per Mehrheitswahl | per Mehrheitswahl | 12 Sitze |
| 2019 | per Mehrheitswahl | per Mehrheitswahl | 12 Sitze |
| 2014 | per Mehrheitswahl | per Mehrheitswahl | 12 Sitze |
| 2009 | 1                 | 11                | 12 Sitze |
| 2004 | 2                 | 10                | 12 Sitze |

- FWG = Freie Wählergruppe Friesenheim

### Ortsbürgermeister
Der bisherige Bürgermeister Daniel Kölsch (FWG) wurde bei den Direktwahlen am 26. Mai 2019 mit einem Stimmenanteil von 87,96 % und am 9. Juni 2024 als einziger Bewerber mit 76,9 % jeweils für weitere fünf Jahre in seinem Amt bestätigt.

## Verkehrsanbindung
Friesenheim ist über die Landesstraße L 425 (Gaustraße) an die Bundesstraße B 420 angebunden, über die man nach wenigen Kilometern, in östlicher Richtung Nierstein am Rhein und in südlicher Richtung die A 63 erreicht. Die Entfernung bis Mainz beträgt circa 30 Kilometer.
Es liegt an den beiden rheinhessischen Radwegen „Valtinche“ und Selztal-Radweg.